# Lettholmens naturreservat
Lettholmens naturreservat är ett naturreservat i Norrtälje kommun i Stockholms län.
Området är naturskyddat sedan 1970 och är 8 hektar stort. Reservatet omfattar östra delen av Lettholmen och dess höjd i norr. Reservatet består av granskog barrskog med inslag av lövträd och mindre inslag av ädellövträd.